# 막스 마누스: 맨 오브 워
막스 마누스: 맨 오브 워(Max Manus)는 독일에서 제작된 요아킴 뢰닝 감독의 2008년 액션, 드라마, 전쟁 영화이다. 엑셀 헨니 등이 주연으로 출연하였고 존 M. 자콥슨 등이 제작에 참여하였다.

## 출연

### 주연
- 엑셀 헨니
- 아그네스 키텔센
- 니콜라이 클레브 브로치

### 조연
- 켄 듀켄
- 크리스티안 루벡
- 키르레 하우겐 시드네스
- 빅토리아 윙게
- 팔 스베르 하겐
- 페테르 내스
- 론 도나치
- 스티그 헨릭 호프
- 올리버 스토코브스키
- 에이릭 에브젠
- 케르스티 홀멘
- 줄리아 바체-위이그
- 스티그 호프메이어
- 아담 스미스

## 제작진
- 제작책임: 페터 J. 보르글리
- 공동제작: 루디 테이크만
- 라인프로듀서: 잔 에이릭 랑곤
- 미술: 칼 줄리어슨
- 의상: 마농 라스무센
- 배역: 수즈 마르쿠아트